# Turistická značená trasa 4447
 Turistická značená trasa 4447 je 2 km dlouhá zeleně značená trasa Klubu českých turistů v okrese Ústí nad Orlicí spojující Moravský Karlov s vrcholem Křížové hory. Její převažující směr je severní. Trasa se nachází na území přírodního parku Jeřáb.

## Průběh trasy
Trasa má svůj počátek u vlakové zastávky v Moravském Karlově a to bez návaznosti na žádnou další turistickou trasu. Vede nejprve severovýchodním směrem podél silnice na Písařov na okraj zástavby, kde mění směr na severní a stoupá lesní cestou jižním úbočím Křížové hory až k vrcholu, kde končí. Na něm se kromě rozhledny nachází i rozcestí s okružní žlutě značenou trasou 7453 vedoucí oběma směry do Červené Vody.